# Pentzia
Pentzia là một chi thực vật có hoa thuộc họ Asteraceae.

## Danh sách loài
Chi này có các loài sau:
- Pentzia argentea Hutch.
- Pentzia bolusii Hutch.
- Pentzia calcarea Kies
- Pentzia calva S.Moore
- Pentzia cooperi Harv.
- Pentzia crenata Thunb.
- Pentzia dentata (L.) Kuntze
- Pentzia elegans DC.
- Pentzia flabelliformis
- Pentzia globosa Less.
- Pentzia hesperidum Maire & Wilczek
- Pentzia incana (Thunb.) Kuntze
- Pentzia lanata Hutch.
- Pentzia monocephala S.Moore
- Pentzia monodiana Maire
- Pentzia nana Burch.
- Pentzia peduncularis B.Nord.
- Pentzia pinnatisecta Hutch.
- Pentzia punctata Harv.
- Pentzia quinquefida (Thunb.) Less.
- Pentzia somalensis E.A.Bruce ex Thulin
- Pentzia sphaerocephala DC.
- Pentzia spinescens Less.
- Pentzia tomentosa B.Nord.
- Pentzia tortuosa (DC.) Fenzl ex Harv.
- Pentzia viridis Kies